# ノン・ドゥック・マイン
ノン・ドゥック・マイン（儂 德孟、ベトナム語：Nông Đức Mạnh / 儂德孟  発音、1940年9月11日 - ）は、ベトナムの政治家。第4代ベトナム社会主義共和国国会議長を務めた後、第6代ベトナム共産党中央執行委員会書記長として同国の最高指導者の地位にあった。

## 経歴
ベトナム北部のバックタイ省（現在のバックカン省）に生まれる。チワン・タイ系の少数民族タイー族の出身である。ハノイ中央農林中級学校を卒業後、故郷のバックタイ省の林業事務所に勤務する。1963年7月、ベトナム労働党（現在のベトナム共産党）に入党。1966年から1971年にかけてソビエト連邦のレニングラード林業学院に留学。帰国後、バックタイ省の林業事務所監査部次長やフールオン営林署長を務める。その後、1974年から1976年にかけてグエン・アイ・クォック党高級学校で研修を受ける。
1976年7月2日、南北ベトナムが統一され、ベトナム社会主義共和国が建国される。建国後、マインはベトナム共産党のバックタイ省委員会執行委員や同省人民委員会（省政府）副委員長などを歴任、1984年よりバックタイ省人民委員会委員長兼同省党委副書記を務め、1986年11月にはバックタイ省党委書記となる（1989年2月まで）。1986年12月の第6回党大会で中央委員候補となり、1989年3月の第6期党中央委員会第6回総会で中央委員に昇格。同年8月には党中央民族委員長となり、11月の第8期国会の補選で国会議員に選出される。国会では民族評議会副委員長を務めた。1990年3月の中央委員会第8回総会では、複数政党制を主張する急進改革派のチャン・スアン・バク政治局員兼書記局員を激しく批判し、全役職からの解任に追い込んだ。
1991年6月の第7回党大会で中央委員に再任され、政治局員に選出された。1992年9月23日、第9期国会において国会議長に就任。1996年6月の第8回党大会で中央委員および政治局員に再任。1997年9月、第10期国会が招集され、国会議長に再選される。同年12月、第8期党中央委員会第4回総会において政治局常務委員 に昇格し、党内序列第4位となった。
2001年4月22日、第9回党大会において、ノン・ドゥック・マインは党中央委員会書記長に選出され、党内序列第1位となった。歴代の書記長がキン族出身であったのに対し、初の少数民族出身である。共産党が国家を指導するというベトナムの政治構造上、書記長はベトナムの最高指導者となる。マインは国家主席のチャン・ドゥック・ルオンや首相のファン・ヴァン・カイとともにトロイカ体制を敷いた。
国会議長としての手腕がテレビを通じて国民に広く知れ渡り、早くから書記長候補と目されていた マインは、書記長就任後、経済発展を推進する一方、党官僚の汚職・腐敗の撲滅や、不満分子・反体制派の取り締まりに臨んだ。しかし、2006年の第10回党大会の直前に、PMU18事件とよばれる、交通・運輸省を舞台とした大規模な汚職事件 が発覚し、同省に勤務するマインの娘婿の関与も取りざたされた（結局、娘婿は直接関与はしていないとして逮捕は免れた）ことから、4月の第10回党大会では責任を問われ、中央委員会における書記長選挙では、対立候補としてグエン・ミン・チエット政治局員の擁立が模索されるなど、再選が危ぶまれた。結局マインは書記長に再選され、新たに国家主席となったグエン・ミン・チエットや首相のグエン・タン・ズンとトロイカ体制を構築した。しかし、2期目のマインは政治的威信が低下し、求心力を失って単なるお飾りになったと指摘する研究者もいる。
2011年1月に開催された第11回党大会において、民間企業家の入党を認める政治報告を行ったマインは、党大会最終日の1月19日、書記長を退任した。
2024年7月25日から2日間、行われたグエン・フー・チョンの国葬に葬儀委員会の一員として参列した。

## 日本との関係
2002年10月には公賓として来日し、明仁天皇や小泉純一郎首相らと会談している。2009年4月には再来日し、麻生太郎首相とともに「アジアにおける平和と繁栄のための戦略的パートナーシップに関する日本・ベトナム共同声明」を発表した。

## 出生をめぐる噂
マインの母であるタイー人女性は、後に初代ベトナム民主共和国主席となるホー・チ・ミンがバックカン省に滞在していたときの世話役で、マインを生んでまもなく死んだことから、マインがホー・チ・ミンとタイー人女性の間に生まれたという噂が流れている。しかし、本人は「ベトナム人はみんなホー・チ・ミンの子供です」と答え、肯定も否定もしていない。